# 福田康夫内閣 (改造)
福田康夫改造内閣（ふくだやすお かいぞうないかく）は、衆議院議員、自由民主党総裁の福田康夫が第91代内閣総理大臣に任命され、2008年（平成20年）8月2日から同年9月24日まで続いた日本の内閣。

## 概要
福田政権では初の内閣改造によって発足した内閣である。2008年（平成20年）8月1日に閣僚名簿が発表され、翌日正式に発足した。内閣改造前に引き続き、自由民主党と公明党との連立内閣（自公連立政権）である。改造後の記者会見にて、福田はこの内閣を「安心実現内閣」と命名した。
自民党の全派閥に閣僚や党役員ポストを振り分けた。野田聖子消費者担当大臣や保利耕輔自民党政調会長など郵政民営化に反対した人物も起用され、挙党体制に配意した人事とみられる。また、厚生労働副大臣に鴨下一郎（前環境大臣）を、経済産業副大臣に高市早苗（元沖縄・北方対策担当相大臣兼少子化・男女共同参画担当大臣）をそれぞれ起用するなど、閣僚経験者2名を副大臣として任命した。

## 国務大臣
所属政党・出身:
  自由民主党（町村派）   自由民主党（古賀派）   自由民主党（津島派）   自由民主党（麻生派）    自由民主党（伊吹派）
  自由民主党（山崎派）   自由民主党（谷垣派）    自由民主党（高村派）  自由民主党（二階派）   自由民主党（無派閥）   公明党  
  中央省庁・民間
| 職名                                                                  | 氏名 | 氏名         | 所属                         | 特命事項等                                                 | 備考                                        |
| --------------------------------------------------------------------- | ---- | ------------ | ---------------------------- | ---------------------------------------------------------- | ------------------------------------------- |
| 内閣総理大臣                                                          |      | 福田康夫     | 衆議院 自由民主党 （無派閥） |                                                            | 自由民主党総裁 留任                         |
| 総務大臣 内閣府特命担当大臣 （地方分権改革）                          |      | 増田寛也     | 民間                         | 道州制担当 地方再生担当                                    | 留任 前岩手県知事                           |
| 法務大臣                                                              |      | 保岡興治     | 衆議院 自由民主党 （山崎派） |                                                            | 再入閣                                      |
| 外務大臣                                                              |      | 高村正彦     | 衆議院 自由民主党 （高村派） | 内閣総理大臣臨時代理 就任順位4位                           | 留任                                        |
| 財務大臣                                                              |      | 伊吹文明     | 衆議院 自由民主党 （伊吹派） | 内閣総理大臣臨時代理 就任順位2位                           | 再入閣                                      |
| 文部科学大臣                                                          |      | 鈴木恒夫     | 衆議院 自由民主党 （麻生派） | 国立国会図書館 連絡調整委員                                | 初入閣                                      |
| 厚生労働大臣                                                          |      | 舛添要一     | 参議院 自由民主党 （無派閥） |                                                            | 留任                                        |
| 農林水産大臣                                                          |      | 太田誠一     | 衆議院 自由民主党 （古賀派） |                                                            | 再入閣 2008年9月19日辞任                    |
| 農林水産大臣                                                          |      | （町村信孝） | 衆議院 自由民主党 （町村派） |                                                            | 臨時代理 2008年9月19日指定 内閣官房長官兼任 |
| 経済産業大臣                                                          |      | 二階俊博     | 衆議院 自由民主党 （二階派） |                                                            | 再入閣                                      |
| 国土交通大臣                                                          |      | 谷垣禎一     | 衆議院 自由民主党 （古賀派） | 観光立国担当 海洋政策担当 内閣総理大臣臨時代理 就任順位3位 | 再入閣                                      |
| 環境大臣                                                              |      | 斉藤鉄夫     | 衆議院 公明党                |                                                            | 初入閣                                      |
| 防衛大臣                                                              |      | 林芳正       | 参議院 自由民主党 （古賀派） |                                                            | 初入閣                                      |
| 内閣官房長官                                                          |      | 町村信孝     | 衆議院 自由民主党 （町村派） | 内閣総理大臣臨時代理 就任順位1位                           | 留任                                        |
| 国家公安委員会委員長 内閣府特命担当大臣 （沖縄及び北方対策） （防災） |      | 林幹雄       | 衆議院 自由民主党 （山崎派） |                                                            | 初入閣                                      |
| 内閣府特命担当大臣 （金融）                                           |      | 茂木敏充     | 衆議院 自由民主党 （津島派） | 行政改革担当 公務員制度改革担当                            | 再入閣                                      |
| 内閣府特命担当大臣 （経済財政政策） （規制改革）                      |      | 与謝野馨     | 衆議院 自由民主党 （無派閥） | 内閣総理大臣臨時代理 就任順位5位                           | 再入閣                                      |
| 内閣府特命担当大臣 （科学技術政策） （食品安全）                      |      | 野田聖子     | 衆議院 自由民主党 （無派閥） | 消費者行政推進担当 宇宙開発担当                            | 再入閣                                      |
| 内閣府特命担当大臣 （少子化対策） （男女共同参画）                    |      | 中山恭子     | 参議院 自由民主党 （町村派） | 拉致問題担当 公文書管理担当                                | 初入閣                                      |

- 2008年（平成20年）8月2日任命。
- 組閣時の平均年齢 - 62歳
- 最年長 - 72歳（福田康夫）
- 最年少 - 47歳（林芳正）
- 太田誠一が農林水産大臣を2008年（平成20年）9月19日退任。
- 町村信孝が農林水産大臣臨時代理に2008年（平成20年）9月19日就任。

## 内閣官房副長官・内閣法制局長官
| 職名           | 氏名     | 担当事項 | 所属等     | 備考 |
| -------------- | -------- | -------- | ---------- | ---- |
| 内閣官房副長官 | 塩谷立   | 政務担当 | 衆、町村派 |      |
| 内閣官房副長官 | 岩城光英 | 政務担当 | 参、町村派 | 留任 |
| 内閣官房副長官 | 二橋正弘 | 事務担当 |            | 留任 |
| 内閣法制局長官 | 宮﨑礼壹 |          |            | 留任 |

- 2008年（平成20年）8月2日任命。

## 内閣総理大臣補佐官
| 職名               | 氏名       | 担当事項     | 所属等     | 備考 |
| ------------------ | ---------- | ------------ | ---------- | ---- |
| 内閣総理大臣補佐官 | 伊藤達也   | 社会保障担当 | 衆、津島派 | 留任 |
| 内閣総理大臣補佐官 | 渡海紀三朗 | 教育再生担当 | 衆、山崎派 |      |

- 2008年（平成20年）8月26日任命。

## 副大臣
| 職名           | 氏名       | 所属等     | 備考                         |
| -------------- | ---------- | ---------- | ---------------------------- |
| 内閣府副大臣   | 増原義剛   | 衆、伊吹派 |                              |
| 内閣府副大臣   | 宮澤洋一   | 衆、古賀派 |                              |
| 内閣府副大臣   | 谷本龍哉   | 衆、町村派 |                              |
| 総務副大臣     | 石崎岳     | 衆、町村派 |                              |
| 総務副大臣     | 倉田雅年   | 衆、津島派 |                              |
| 法務副大臣     | 佐藤剛男   | 衆、山崎派 |                              |
| 外務副大臣     | 伊藤信太郎 | 衆、高村派 |                              |
| 外務副大臣     | 山本一太   | 参、町村派 | 2008年（平成20年）9月5日退任 |
| 財務副大臣     | 竹下亘     | 衆、津島派 |                              |
| 財務副大臣     | 平田耕一   | 衆、津島派 |                              |
| 文部科学副大臣 | 松野博一   | 衆、町村派 |                              |
| 文部科学副大臣 | 山内俊夫   | 参、山崎派 |                              |
| 厚生労働副大臣 | 鴨下一郎   | 衆、津島派 | 閣僚から転任                 |
| 厚生労働副大臣 | 渡辺孝男   | 参、公明党 |                              |
| 農林水産副大臣 | 近藤基彦   | 衆、古賀派 |                              |
| 農林水産副大臣 | 石田祝稔   | 衆、公明党 |                              |
| 経済産業副大臣 | 高市早苗   | 衆、町村派 |                              |
| 経済産業副大臣 | 吉川貴盛   | 衆、津島派 |                              |
| 国土交通副大臣 | 金子恭之   | 衆、山崎派 |                              |
| 国土交通副大臣 | 加納時男   | 参、古賀派 |                              |
| 環境副大臣     | 吉野正芳   | 衆、町村派 |                              |
| 防衛副大臣     | 北村誠吾   | 衆、古賀派 |                              |

- 2008年（平成20年）8月5日任命。
- 山本一太が外務副大臣を9月5日退任。

## 大臣政務官
| 職名               | 氏名       | 所属等     | 備考   |
| ------------------ | ---------- | ---------- | ------ |
| 内閣府大臣政務官   | 宇野治     | 衆、伊吹派 | 横滑り |
| 内閣府大臣政務官   | 並木正芳   | 衆、町村派 | 横滑り |
| 内閣府大臣政務官   | 松浪健太   | 衆、伊吹派 | 横滑り |
| 総務大臣政務官     | 坂本哲志   | 衆、山崎派 |        |
| 総務大臣政務官     | 鈴木淳司   | 衆、町村派 |        |
| 総務大臣政務官     | 中村博彦   | 参、町村派 |        |
| 法務大臣政務官     | 早川忠孝   | 衆、町村派 |        |
| 外務大臣政務官     | 柴山昌彦   | 衆、町村派 |        |
| 外務大臣政務官     | 西村康稔   | 衆、町村派 |        |
| 外務大臣政務官     | 御法川信英 | 衆、無派閥 |        |
| 財務大臣政務官     | 三ツ矢憲生 | 衆、古賀派 |        |
| 財務大臣政務官     | 末松信介   | 参、町村派 |        |
| 文部科学大臣政務官 | 萩生田光一 | 衆、町村派 |        |
| 文部科学大臣政務官 | 浮島とも子 | 参、公明党 |        |
| 厚生労働大臣政務官 | 金子善次郎 | 衆、二階派 | 横滑り |
| 厚生労働大臣政務官 | 戸井田徹   | 衆、津島派 | 横滑り |
| 農林水産大臣政務官 | 江藤拓     | 衆、伊吹派 |        |
| 農林水産大臣政務官 | 野村哲郎   | 参、津島派 |        |
| 経済産業大臣政務官 | 谷合正明   | 参、公明党 |        |
| 経済産業大臣政務官 | 松村祥史   | 参、津島派 |        |
| 国土交通大臣政務官 | 谷口和史   | 衆、公明党 |        |
| 国土交通大臣政務官 | 西銘恒三郎 | 衆、津島派 |        |
| 国土交通大臣政務官 | 岡田直樹   | 参、町村派 |        |
| 環境大臣政務官     | 古川禎久   | 衆、山崎派 | 横滑り |
| 防衛大臣政務官     | 武田良太   | 衆、山崎派 |        |
| 防衛大臣政務官     | 岸信夫     | 参、町村派 |        |

- 2008年（平成20年）8月6日任命。

## 内閣の動き

### 2008年（平成20年）
- 8月2日 - 皇居での認証式を終え、福田改造内閣が正式発足。
- 8月10日 - NHKの番組「日曜討論」に出演した農林水産大臣の太田誠一が、食の安全対策についての質問に対し「消費者がやかましいから我々はやる。」と発言し、その言葉遣いが大きな批判を浴び、福田も「適切な言葉ではない。」と批判した。
- 8月15日 - 福田政権初の終戦の日を迎え、福田改造内閣の閣僚としては法務大臣の保岡興治、農林水産大臣の太田誠一、消費者大臣の野田聖子の3名が靖国神社に参拝。なお、福田と内閣官房長官の町村信孝は事前から参拝しないことを明言していた。
- 9月1日 - 福田が首相辞任を表明。21時30分からの首相官邸での緊急会見において「いま国民生活を考えた場合、（中略）新しい布陣で政策の実現を図っていかなければならない。」などと、内閣改造後に国会論戦を迎えることなく総辞職することを表明した[3]。記者との質疑応答で、「安倍晋三前首相も唐突に辞められ、あなたもこのような形で辞められることに対して、国民の間から政治不信が起こるのではないか？」との質問には「安倍さんは健康問題ですが、私はこれからの政治を考えた上で先週末決断しました」と理由を述べた[4]。この辞任表明を受け日本商工会議所会頭の岡村正ら財界関係者も「驚きを隠せない」とした[5]。
- 外務副大臣に就任していた山本一太が、自民党総裁選に出馬の意向を示し、副大臣辞任を申し出た。9月5日の閣議で了承された[6]。
- 9月15日（EDT）- アメリカ合衆国の大手証券会社リーマン・ブラザーズが経営破綻（リーマン・ショック）。負債総額は6,130億ドル（当時の日本円で約64兆5000億円）。世界金融危機が顕在化する。
- 9月24日 - 福田は臨時閣議を開いて内閣総辞職を決定した。これにより福田康夫内閣は幕を下ろした。